# الدريكية
الدريكية قرية سورية في ناحية قرى مركز بانياس في منطقة بانياس التابعة لمحافظة طرطوس.